# 裝甲戰
裝甲戰是指现代战争中各武裝力量通過裝甲戰鬥車輛（坦克、步兵战车、自行火炮）與敵軍作戰。装甲战的成效取决于装甲部队能否机动突破對方的防御线。